# Anna Lucia Gustmann
Anna Lucia Gustmann (* 1994 in Dortmund, Nordrhein-Westfalen) ist eine deutsche Schauspielerin, Synchronsprecherin und Hörbuchsprecherin.

## Leben
Anna Lucia Gustmann wurde in Dortmund geboren und stieg mit 15 Jahren im Theater ein, woraufhin sie unter anderem im Bruchwerk Theater Siegen, LYZ Theater Siegen und dem Metropol Theater in Köln arbeitete. Später studierte sie in Köln Schauspiel, unter anderem unter der Leitung von Sahin Eryilmaz, Stefan Gebelhoff, Gernot Schmidt und Iris Baumüller. Ihr Filmdebüt gab sie im Found Footage Indie Langspielfilm „Video #6“, unter der Regie von Mischa Bülter. Zudem spielte sie die Nebenrolle Mandy Hildebrandt bei Unter uns. Neben mehreren Kurzfilmen und der Neuauflage von „Verbotene Liebe“ („Verbotene Liebe – Next Generation“) spielte sie 2020 die Hauptrolle im Spielfilm „Wir sind hier“. Zudem war sie Teil der Produktion „RAVAGE - A Visual Album“ von Mogli (Sängerin).
Es folgte 2021 die Rolle der Annemarie Schubert, Olaf Schuberts Mutter in den 60er Jahren, in der Mockumentary „Olaf Jagger“, die aus einer Liaison mit Mick Jagger ihren Sohn Olaf hervorbrachte. Im gleichen Jahr war sie im Film "Sometimes somewhere someone" von Anna Maria Roznowska ("Baby Bitchka") zu sehen. Olaf Jagger eröffnete im Oktober 2022 die 56. Hofer Filmtage und gewann sowohl den Förderpreis Neues Deutsches Kino in der Kategorie „Bester Spielfilm“ und den Hofer Kritikerpreis in der Kategorie „Beste Produktion“ (Ester.Reglin.Film Produktionsgesellschaft).
Im Frühjahr 2022 studierte sie in London unter der Leitung des Londoner Coach Giles Foreman im Giles Foreman Centre for Acting. Zudem spielte sie die Hauptrolle im schwarz-weiß Drama „Eine Frage der Freundschaft“, unter der Regie von Gerrit Fröhlich. Der Film „Isolation“, in dem sie die Hauptrolle spielte, wurde im Juli 2022 für den Camgaroo Newcomer Award in München nominiert.
Gustmann arbeitet zudem seit 2021 als Synchronsprecherin. Ihre Ausbildung absolvierte sie in Berlin bei Yellow Dubmarine, u. a. unter der Leitung von Claudia Urbschat-Mingues und Frank Röth. Seitdem hat sie für einige Netflix- und Kinoproduktionen, für die Serie "Bay of Fires" als Brony und die Serie „Parlament“ als Maya für das ARD synchronisiert.
Gustmann lebt in Berlin.

## Filmographie (Auswahl)
- 2019: Unter uns (Fernsehserie)
- 2019: Video #6
- 2020: Verbotene Liebe - next Generation (Fernsehserie)
- 2020: Mein schädelgroßes Königreich
- 2020: Isolation
- 2020: Wir sind hier
- 2020: RAVAGE - Visual Album by Mogli
- 2021: Dark, no milk just sugar
- 2021: Olaf Jagger
- 2021: Sometimes somewhere someone
- 2022: Eine Frage der Freundschaft
- 2022: Alleinsamkeit
- 2023: Les Trois Heures
- 2024: Shortcut L(i)eben
- 2024: Maxton Hall S2
- 2025: Ghost

## Theater (Auswahl)
- 2012: Der Letzte macht das Licht aus, Stiftstheater, Herdecke
- 2013: Der Salzprinz, Zweibrückerhof, Herdecke
- 2015: Der Widerspenstigen Zähmung, Bruchwerk Theater, Siegen
- 2016: Yellow Line, LYZ Studiobühne, Siegen
- 2017: DNA, Bruchwerk Theater, Siegen
- 2018/19: Kokain, Bruchwerk Theater, Siegen[7]
- 2020: Hysterikon, Metropol Theater, Köln

## Synchronisation (Auswahl)
- 2021: Legacies, Netflix
- 2021: Emily in Paris (2), Netflix
- 2021: A House on the Bayou, Kinofilm
- 2021: That Girl Lay Lay S1, Netflix
- 2022: Colour Room, Kinofilm
- 2022: The Girl from Planeville, Netflix
- 2022: Parlament, ARD
- 2022: Seizure, Netflix
- 2022: Rod Knock, Netflix
- 2022: Le Otto Montagne, Netflix
- 2022: The Orville, Disney+
- 2022: Big City Greens, Disney+
- 2023: That Girl Lay Lay S2, Netflix
- 2024–2025: Bay of Fires, HBO

## Auszeichnungen
- 2022: Eröffnungsfilm 56. Hofer Filmtage "Olaf Jagger"
- 2022: Förderpreis Neues Deutsches Kino, Kategorie Bester Spielfilm
- 2022: Hofer Kritikerpreis, Beste Produktion
- 2023: 2. Jurypreis Gewinnerfilm Arlesheimer Kurzfilmtage "Alleinsamkeit"